# Liste der Sieger der Vuelta a España
Die Liste der Sieger der Vuelta a España führt die Sieger der Gesamtwertung (seit 2010 im roten Wertungstrikot), die Gewinner der Bergwertung (seit 2010 im blau-gepunkteten Wertungstrikot), die Gewinner der Punktewertung (seit 2009 im grünen Wertungstrikot), die Gewinner der Nachwuchswertung (seit 2019 im weißen Wertungstrikot) und die Gewinner der Kombinationswertung (bis 2018 im weißen Wertungstrikot).
| Jahr    | Sieger                                    | Bergwertung                               | Punktewertung                             | Nachwuchswertung                          | Kombinationswertung                       |
| ------- | ----------------------------------------- | ----------------------------------------- | ----------------------------------------- | ----------------------------------------- | ----------------------------------------- |
| 1935    | Gustaaf Deloor                            | Edoardo Molinar                           |                                           |                                           |                                           |
| 1936    | Gustaaf Deloor                            | Salvador Molina                           |                                           |                                           |                                           |
| 1937–40 | Spanischer Bürgerkrieg (keine Austragung) | Spanischer Bürgerkrieg (keine Austragung) | Spanischer Bürgerkrieg (keine Austragung) | Spanischer Bürgerkrieg (keine Austragung) | Spanischer Bürgerkrieg (keine Austragung) |
| 1941    | Julián Berrendero                         | Fermín Trueba                             |                                           |                                           |                                           |
| 1942    | Julián Berrendero                         | Julián Berrendero                         |                                           |                                           |                                           |
| 1943–44 | Zweiter Weltkrieg (keine Austragung)      | Zweiter Weltkrieg (keine Austragung)      | Zweiter Weltkrieg (keine Austragung)      | Zweiter Weltkrieg (keine Austragung)      | Zweiter Weltkrieg (keine Austragung)      |
| 1945    | Delio Rodríguez                           | Julián Berrendero                         | Delio Rodríguez                           |                                           |                                           |
| 1946    | Dalmacio Langarica                        | Emilio Rodríguez                          |                                           |                                           |                                           |
| 1947    | Edward Van Dijck                          | Emilio Rodríguez                          |                                           |                                           |                                           |
| 1948    | Bernardo Ruiz                             | Bernardo Ruiz                             |                                           |                                           |                                           |
| 1949    | (keine Austragung)                        | (keine Austragung)                        | (keine Austragung)                        | (keine Austragung)                        | (keine Austragung)                        |
| 1950    | Emilio Rodríguez                          | Emilio Rodríguez                          |                                           |                                           |                                           |
| 1951–54 | (keine Austragung)                        | (keine Austragung)                        | (keine Austragung)                        | (keine Austragung)                        | (keine Austragung)                        |
| 1955    | Jean Dotto                                | Giuseppe Buratti                          | Fiorenzo Magni                            |                                           |                                           |
| 1956    | Angelo Conterno                           | Nino Defilippis                           | Rik Van Steenbergen                       |                                           |                                           |
| 1957    | Jesús Loroño                              | Federico Bahamontes                       | Vicente Iturat                            |                                           |                                           |
| 1958    | Jean Stablinski                           | Federico Bahamontes                       | Salvador Botella                          |                                           |                                           |
| 1959    | Antonio Suárez                            | Antonio Suárez                            | Rik Van Looy                              |                                           |                                           |
| 1960    | Frans De Mulder                           | Antonio Karmany                           | Arthur De Cabooter                        |                                           |                                           |
| 1961    | Angelino Soler                            | Antonio Karmany                           | Antonio Suárez                            |                                           |                                           |
| 1962    | Rudi Altig                                | Antonio Karmany                           | Rudi Altig                                |                                           |                                           |
| 1963    | Jacques Anquetil                          | Julio Jiménez                             | Bas Maliepaard                            |                                           |                                           |
| 1964    | Raymond Poulidor                          | Julio Jiménez                             | José Perez-Frances                        |                                           |                                           |
| 1965    | Rolf Wolfshohl                            | Julio Jiménez                             | Rik Van Looy                              |                                           |                                           |
| 1966    | Francisco Gabica                          | Gregorio San Miguel                       | Jos van der Vleuten                       |                                           |                                           |
| 1967    | Jan Janssen                               | Mariano Díaz                              | Jan Janssen                               |                                           |                                           |
| 1968    | Felice Gimondi                            | Francisco Gabica                          | Jan Janssen                               |                                           |                                           |
| 1969    | Roger Pingeon                             | Luis Ocaña Pernía                         | Raymond Steegmans                         |                                           |                                           |
| 1970    | Luis Ocaña Pernía                         | Augustín Tamames                          | Guido Reybrouck                           |                                           | Guido Reybrouck                           |
| 1971    | Ferdi Bracke                              | Joop Zoetemelk                            | Cyrille Guimard                           |                                           | Cyrille Guimard                           |
| 1972    | José Manuel Fuente                        | José Manuel Fuente                        | Domingo Perurena                          |                                           | José Manuel Fuente                        |
| 1973    | Eddy Merckx                               | José Luis Abilleira                       | Eddy Merckx                               |                                           | Eddy Merckx                               |
| 1974    | José Manuel Fuente                        | José Luis Abilleira                       | Domingo Perurena                          |                                           | José Luis Abilleira                       |
| 1975    | Agustín Tamames                           | Andrés Oliva                              | Miguel Maria Lasa                         |                                           |                                           |
| 1976    | José Pesarrodona                          | Andrés Oliva                              | Dietrich Thurau                           |                                           |                                           |
| 1977    | Freddy Maertens                           | Pedro Torres Cruces                       | Freddy Maertens                           |                                           |                                           |
| 1978    | Bernard Hinault                           | Andrés Oliva                              | Ferdi Van Den Haute                       |                                           |                                           |
| 1979    | Joop Zoetemelk                            | Felipe Yáñez                              | Alfons De Wolf                            |                                           |                                           |
| 1980    | Faustino Rupérez                          | Juan Fernández Martín                     | Sean Kelly                                |                                           |                                           |
| 1981    | Giovanni Battaglin                        | José Luis Laguía                          | Francisco Javier Cedena                   |                                           |                                           |
| 1982    | Marino Lejarreta                          | José Luis Laguía                          | Stefan Mutter                             |                                           |                                           |
| 1983    | Bernard Hinault                           | José Luis Laguía                          | Marino Lejarreta                          |                                           |                                           |
| 1984    | Éric Caritoux                             | Felipe Yáñez                              | Guido Van Calster                         |                                           |                                           |
| 1985    | Pedro Delgado                             | José Luis Laguía                          | Sean Kelly                                |                                           |                                           |
| 1986    | Álvaro Pino                               | José Luis Laguía                          | Sean Kelly                                |                                           | Sean Kelly                                |
| 1987    | Luis Herrera                              | Luis Herrera                              | Alfonso Gutiérrez                         |                                           | Laurent Fignon                            |
| 1988    | Sean Kelly                                | Álvaro Pino                               | Sean Kelly                                |                                           | Sean Kelly                                |
| 1989    | Pedro Delgado                             | Óscar de Jesús Vargas                     | Malcolm Elliott                           |                                           | Óscar de Jesús Vargas                     |
| 1990    | Marco Giovannetti                         | Martín Farfán                             | Uwe Raab                                  |                                           | Federico Echave                           |
| 1991    | Melchor Mauri                             | Luis Herrera                              | Uwe Raab                                  |                                           | Federico Echave                           |
| 1992    | Tony Rominger                             | Carlos Hernández                          | Dschamolidin Abduschaparow                |                                           | Tony Rominger                             |
| 1993    | Tony Rominger                             | Tony Rominger                             | Tony Rominger                             |                                           | Jesús Montoya                             |
| 1994    | Tony Rominger                             | Luc Leblanc                               | Laurent Jalabert                          |                                           |                                           |
| 1995    | Laurent Jalabert                          | Laurent Jalabert                          | Laurent Jalabert                          |                                           |                                           |
| 1996    | Alex Zülle                                | Tony Rominger                             | Laurent Jalabert                          |                                           |                                           |
| 1997    | Alex Zülle                                | José María Jiménez                        | Laurent Jalabert                          |                                           |                                           |
| 1998    | Abraham Olano                             | José María Jiménez                        | Fabrizio Guidi                            |                                           |                                           |
| 1999    | Jan Ullrich                               | José María Jiménez                        | Frank Vandenbroucke                       |                                           |                                           |
| 2000    | Roberto Heras                             | Carlos Sastre                             | Roberto Heras                             |                                           |                                           |
| 2001    | Ángel Casero                              | José María Jiménez                        | José María Jiménez                        |                                           |                                           |
| 2002    | Aitor González Jiménez                    | Aitor Osa                                 | Erik Zabel                                |                                           | Roberto Heras                             |
| 2003    | Roberto Heras                             | Félix Cárdenas                            | Erik Zabel                                |                                           | Alejandro Valverde                        |
| 2004    | Roberto Heras                             | Félix Cárdenas                            | Erik Zabel                                |                                           | Roberto Heras                             |
| 2005    | Roberto Heras 1                           | Joaquim Rodríguez                         | Alessandro Petacchi                       |                                           | Roberto Heras 1                           |
| 2006    | Alexander Winokurow                       | Egoi Martínez                             | Thor Hushovd                              |                                           | Alexander Winokurow                       |
| 2007    | Denis Menschow                            | Denis Menschow                            | Daniele Bennati                           |                                           | Denis Menschow                            |
| 2008    | Alberto Contador                          | David Moncoutié                           | Greg Van Avermaet                         |                                           | Alberto Contador                          |
| 2009    | Alejandro Valverde                        | David Moncoutié                           | André Greipel                             |                                           | Alejandro Valverde                        |
| 2010    | Vincenzo Nibali                           | David Moncoutié                           | Mark Cavendish                            |                                           | Vincenzo Nibali                           |
| 2011    | Chris Froome 2                            | David Moncoutié                           | Bauke Mollema                             |                                           | Chris Froome                              |
| 2012    | Alberto Contador                          | Simon Clarke                              | Alejandro Valverde                        |                                           | Alejandro Valverde                        |
| 2013    | Christopher Horner                        | Nicolas Edet                              | Alejandro Valverde                        |                                           | Christopher Horner                        |
| 2014    | Alberto Contador                          | Luis León Sánchez                         | John Degenkolb                            |                                           | Alberto Contador                          |
| 2015    | Fabio Aru                                 | Omar Fraile                               | Alejandro Valverde                        |                                           | Joaquim Rodríguez                         |
| 2016    | Nairo Quintana                            | Omar Fraile                               | Fabio Felline                             |                                           | Nairo Quintana                            |
| 2017    | Chris Froome                              | Davide Villella                           | Chris Froome                              | Miguel Ángel López                        | Chris Froome                              |
| 2018    | Simon Yates                               | Thomas De Gendt                           | Alejandro Valverde                        | Enric Mas                                 | Simon Yates                               |
| 2019    | Primož Roglič                             | Geoffrey Bouchard                         | Primož Roglič                             | Tadej Pogačar                             |                                           |
| 2020    | Primož Roglič                             | Guillaume Martin                          | Primož Roglič                             | Enric Mas                                 |                                           |
| 2021    | Primož Roglič                             | Michael Storer                            | Fabio Jakobsen                            | Gino Mäder                                |                                           |
| 2022    | Remco Evenepoel                           | Richard Carapaz                           | Mads Pedersen                             | Remco Evenepoel                           |                                           |
| 2023    | Sepp Kuss                                 | Remco Evenepoel                           | Kaden Groves                              | Juan Ayuso                                |                                           |
| 2024    | Primož Roglič                             | Jay Vine                                  | Kaden Groves                              | Mattias Skjelmose Jensen                  |                                           |